# Окелло, Ноубл
Ноубл Окелло Айо (англ. Noble Okello Ayo; 20 июля 2000, Торонто, Онтарио, Канада) — канадский футболист, опорный полузащитник клуба «Нью-Инглэнд Революшн II» и сборной Канады.

## Карьера

### Клубная карьера
Окелло — воспитанник академии футбольного клуба «Торонто». С сезона 2016 начал привлекаться к матчам «Торонто III» в Лиге 1 Онтарио. 15 сентября 2017 года Окелло подписал свой первый профессиональный контракт с «Торонто II», выступавшим в USL. Его профессиональный дебют состоялся 6 октября 2017 года в матче против «Бетлехем Стил», в котором он вышел на замену во втором тайме. В январе 2018 года тренировался в немецком «Вольфсбурге».
22 января 2019 года «Торонто» подписал контракт с Окелло по правилу доморощенного игрока. За «Торонто» он дебютировал 14 августа 2019 года во втором матче полуфинала Первенства Канады против «Оттава Фьюри», выйдя на замену после перерыва между таймами вместо Джонатана Осорио. В MLS дебютировал 21 июля 2020 года в матче группового этапа Турнира MLS is Back против «Нью-Инглэнд Революшн», выйдя на замену во втором тайме вместо Марки Дельгадо.
25 сентября 2020 года Окелло отправился в аренду в клуб Первого дивизиона Дании «ХБ Кёге» на оставшуюся часть 2020 года. Свой дебют за «ХБ Кёге», 30 сентября 2020 года в матче против «Хельсингёра», отметил голом.
В начале 2021 года после завершения срока аренды в «ХБ Кёге» он вернулся в «Торонто». 30 июня 2021 года Окелло был заявлен в «Торонто II». На следующий день в матче Лиги один ЮСЛ против «Торменты» забил свой первый гол за «Торонто II». По окончании сезона 2022 контракт Окелло с «Торонто» истёк.
Перед началом сезона 2023 в MLS Окелло проходил просмотры в «Лос-Анджелес Гэлакси» и «Нью-Инглэнд Революшн».
16 марте 2023 года Окелло подписал контракт с клубом MLS Next Pro «Нью-Инглэнд Революшн II». За «Революшн II» дебютировал 26 марта в матче стартового тура сезона 2023 против «Атланты Юнайтед 2». В матче против «Атланты Юнайтед 2» 13 августа забил свой первый гол за «Революшн II».

### Международная карьера
В составе сборной Канады до 17 лет Окелло участвовал юношеском чемпионате КОНКАКАФ 2017.
В мае—июне 2018 года в составе сборной Канады до 21 года Окелло участвовал в Тулонском международном фестивале.
В составе сборной Канады до 20 лет Окелло участвовал молодёжном чемпионате КОНКАКАФ 2018.
Окелло был включён в состав сборной Канады на Золотой кубок КОНКАКАФ 2019.
За сборную Канады Окелло дебютировал 7 января 2020 года в товарищеском матче со сборной Барбадоса, в котором вышел на замену на 75-й минуте вместо Лиама Фрейзера.

## Статистика выступлений

### Клубная статистика
| Выступление             | Выступление      | Выступление      | Лига | Лига | Плей-офф | Плей-офф | Кубок | Кубок | ЛЧ КОНКАКАФ | ЛЧ КОНКАКАФ | Итого | Итого |
| Клуб                    | Лига             | Сезон            | Игры | Голы | Игры     | Голы     | Игры  | Голы  | Игры        | Голы        | Игры  | Голы  |
| ----------------------- | ---------------- | ---------------- | ---- | ---- | -------- | -------- | ----- | ----- | ----------- | ----------- | ----- | ----- |
| Торонто II              | USL              | 2017             | 1    | 0    | —        | —        | —     | —     | —           | —           | 1     | 0     |
| Торонто II              | USL              | 2018             | 22   | 0    | —        | —        | —     | —     | —           | —           | 22    | 0     |
| Торонто II              | USL1             | 2019             | 19   | 0    | —        | —        | —     | —     | —           | —           | 19    | 0     |
| Торонто II              | USL1             | 2021             | 3    | 1    | —        | —        | —     | —     | —           | —           | 3     | 1     |
| Торонто II              | Итого            | Итого            | 45   | 1    | —        | —        | —     | —     | —           | —           | 45    | 1     |
| Торонто                 | MLS              | 2019             | 0    | 0    | 0        | 0        | 1     | 0     | —           | —           | 1     | 0     |
| Торонто                 | MLS              | 2020             | 1    | 0    | —        | —        | 0     | 0     | —           | —           | 1     | 0     |
| Торонто                 | MLS              | 2021             | 14   | 1    | —        | —        | 3     | 1     | 3           | 0           | 20    | 2     |
| Торонто                 | MLS              | 2022             | 8    | 0    | —        | —        | 0     | 0     | —           | —           | 8     | 0     |
| Торонто                 | Итого            | Итого            | 23   | 1    | 0        | 0        | 4     | 1     | 3           | 0           | 30    | 2     |
| ХБ Кёге                 | 1-й дивизион     | 2020/21          | 12   | 1    | —        | —        | 2     | 0     | —           | —           | 14    | 1     |
| ХБ Кёге                 | Итого            | Итого            | 12   | 1    | —        | —        | 2     | 0     | —           | —           | 14    | 1     |
| Нью-Инглэнд Революшн II | MLS Next Pro     | 2023             | 10   | 1    | 1        | 0        | —     | —     | —           | —           | 11    | 1     |
| Нью-Инглэнд Революшн II | Итого            | Итого            | 10   | 1    | 1        | 0        | —     | —     | —           | —           | 11    | 1     |
| Всего за карьеру        | Всего за карьеру | Всего за карьеру | 90   | 4    | 1        | 0        | 6     | 1     | 3           | 0           | 100   | 5     |

### Международная статистика
| Команда | Год   | Игры | Голы |
| ------- | ----- | ---- | ---- |
| Канада  |       |      |      |
| 2020    | 2     | 0    |      |
| Всего   | Всего | 2    | 0    |